# Drimnagh
Drimnagh (irl. Droimneach) – dzielnica mieszkalna Dublina, położona w południowej części miasta pomiędzy Walkinstown, Crumlin i Inchicore, graniczy z Wielkim Kanałem na północy i na wschodzie. Drimnagh znajduje się w dystrykcie pocztowym Dublin 12.